# P.O.W.: Prisoners of War
P.O.W.: Prisoners of War est un jeu d'arcade de 1988 développé par SNK. C'est un jeu vidéo du type beat them all. Il est sorti sur le système d'arcade 68K Based, puis a été porté sur Nintendo Entertainment System.